# Bandeira da Comunidade Andina
A Bandeira da Comunidade Andina é um dos símbolos oficiais da referida organização.

## História

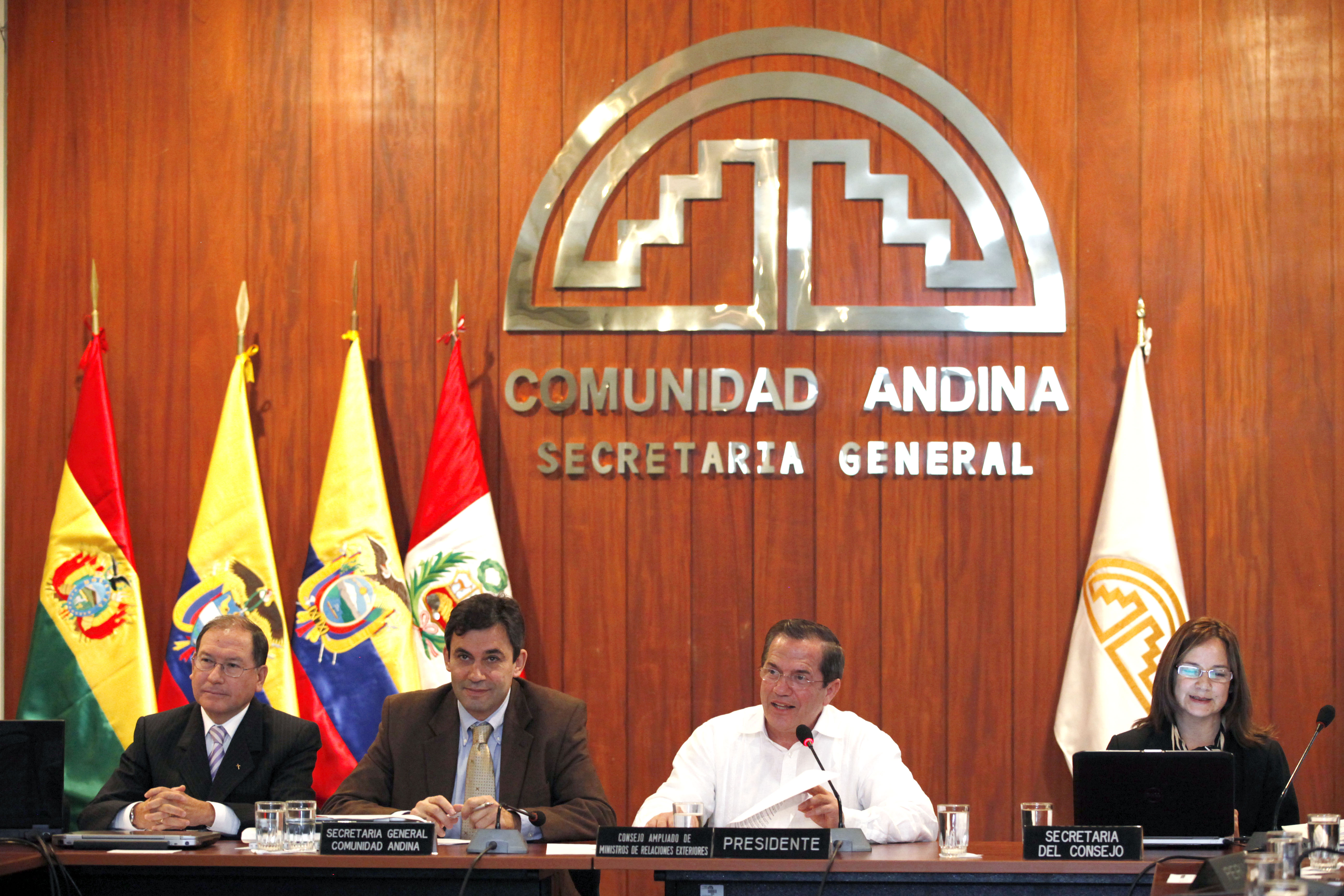
Reunião de Ministros das Relações Exteriores e Ministros do Comércio em Lima em 2013. Ao fundo, as bandeiras dos países membos e da CAN

Em maio de 2004, a bandeira da Comunidade Andina foi hasteada pela primeira vez no pátio de honra da sede da Secretaria-Geral da Comunidade Andina. Desde então, seu uso tem acompanhado os principais atos do processo de integração andina e as reuniões do Conselho Presidencial Andino.

## Características
Seu desenho consiste em um retângulo branco em cujo centro está o emblema da comunidade em amarelo ouro. O emblema da Comunidade Andina é composto por cinco elementos: 1) um semicírculo; 2) duas colunas; 3) um canal; 4) um único traço ou linha que molda a figura; e 5) a cor dourada da figura.

## Simbolismo
O semicírculo externo representa o arco-íris, um antigo símbolo de aliança e paz que entre as populações indígenas dos Andes sempre foi o signo da fertilidade. Da mesma forma, a curvatura do arco-íris significa a união entre as esferas do mundo acima (Hanan Pacha) ou tempo de clareza (Alax Pacha), com o mundo aqui (Kay Pacha) ou tempo de experiência (Akha Pacha) e, por extensão , com o mundo abaixo (Urin Pacha ou Uku Pacha) ou tempo escuro (Mankha Pacha). O semicírculo circunda as duas encostas da cordilheira, que é a espinha dorsal do Oeste da América do Sul, e une estreitamente os países da Comunidade Andina, que recebe o nome desta imponente cordilheira.

"Takanas" em Machu Picchu

As linhas tracejadas das duas colunas evocam as "takanas", plataformas ou terraços construídos para possibilitar o cultivo do terreno, testemunho monumental, ainda intacto, do formidável esforço dos antepassados para dominar a natureza e torná-la produtiva. É a representação gráfica do controle vertical de um máximo de pisos ecológicos, típicos das culturas andinas. Além disso, o símbolo da pirâmide escalonada, um monumento típico de todas as nossas culturas ancestrais, tem o significado de que "a partir daqui" é iniciado ou medido. Ou seja, a partir de sua sede, a CAN seria o centro gestor das iniciativas de seus Países Membros. As duas pirâmides, uma oposta à outra, uma complementando a outra numa oposição que não separa, mas une, simboliza a paridade. Da mesma forma, essa complementaridade ocorre entre o círculo e as linhas quebradas, entre o warmi ou feminino e o chacha ou masculino.
O canal expressa o meio direito, o centro, o guia. Não é a separação, mas a ponte, a transição, a mediação, o equilíbrio, o espaço de reciprocidade. É também o caminho a seguir. É o Qapac Ñan ou caminho que as civilizações seguem. 
O canal é um espaço de união, como noite e dia. É a articulação entre o Uqhu - Pacha e o Kay - Pacha, ou entre o mundo invisível e o mundo visível, entre a vida e a aparência.
Tanto o semicírculo quanto as colunas estão unidos em uma evolução cíclica representada pelo traço de uma única linha, que é contínua, sem começo nem fim, como o futuro, o presente e o passado como partes de um único tempo, como o "Ñawpapacha ", que em quíchua designa tanto o passado como o futuro. A única linha representa harmonia, a unidade inseparável de dualidade e diversidade.
A cor dourada tem o significado do processo de conhecimento, do amanhecer, da ação da luz, como o sol.